# BBC News (canal de televisión internacional)
BBC News (antes llamado BBC World News) es el canal de televisión internacional de noticias de la empresa británica de radiodifusión pública BBC. Fundado en 1991 como BBC World Service Television fuera de Europa (renombrado BBC World en 1995 y en BBC World News en 2008), el canal emite durante 24 horas noticiarios, documentales, programas de estilo de vida y entrevistas. Sus principales competidores mundiales son CNN International, Al Jazeera y RT, aunque también compite con otras grandes empresas de difusión de noticias. BBC News tiene el mayor número de oficinas internacionales, de corresponsales y de periodistas entre todos los canales de noticias internacionales. Es el canal de noticias más visto en el mundo, superando a la CNN, y también uno de los canales de televisión más vistos en el mundo en todos los formatos. [cita requerida]
BBC World News fue distinguido como el Mejor Canal de Noticias a Nivel Internacional en los premios de la Asociación para la Radiodifusión Internacional en noviembre de 2006.

## Historia

Logo de BBC World News (2019-2022)

Los orígenes de la emisora se remontan a 1991, cuando se creó el servicio BBC World Service Television. Pero a diferencia del servicio radial del BBC World Service (y su contraparte en español BBC Mundo), BBC World News es financiando por medio de publicidad comercial, ya que el gobierno británico rehusó brindar financiamiento para el servicio televisivo a la Foreign Office, encargada de los medios de comunicación para consumo internacional de la BBC. El canal fue lanzado el 11 de marzo de 1991 tras dos semanas de pruebas en tiempo real, inicialmente como un boletín de treinta minutos transmitido diariamente a las 1900 GMT.
En 1995, BBC World Service Television se dividió en dos estaciones: BBC Prime, canal de entretenimiento por suscripción, y BBC World, un canal de señal abierta concentrado en el acontecer mundial. Tras varios cambios en imagen y presentación a través de los años, en abril de 2008 el canal cambió su nombre de BBC World a BBC World News como parte de un proyecto de reestructuración y cambio de imagen de los medios noticiosos de la BBC, cuyo costo alcanzó las £550 000.

## Difusión
Las noticias en directo se emiten desde los estudios B, C y E de Broadcasting House, con algunos programas grabados en los estudios A y D de Broadcasting House y en el estudio Millbank de la BBC, así como en Mánchester, Singapur y Washington. La redacción de BBC News forma parte ahora de la nueva redacción consolidada de la BBC en Broadcasting House junto con BBC World Service y los servicios de noticias nacionales del Reino Unido.

Logotipo utilizado de 2008 a 2019

Logotipo utilizado de 2019 a 2022

Logotipo utilizado de 2022 a 2023

Anteriormente, el canal se emitía con una relación de aspecto de imagen 4:3, con la salida de noticias encajada en un marco con relación de aspecto 14:9 tanto para digital como para analógica, lo que provocaba bandas negras en la parte superior e inferior de la pantalla. El 13 de enero de 2009 a las 09:57 GMT, la entonces llamada BBC World News cambió su emisión al formato 16:9, inicialmente en Europa en el satélite Astra 1L, y el satélite Eutelsat Hot Bird 6 a otras emisiones en la región asiática a partir del 20 de enero de 2009. El canal dejó de emitir por satélite analógico el 18 de abril de 2006.

### Alta definición
Con el traslado a Broadcasting House, BBC News adquirió estudios y equipos de alta definición para poder emitir en alta definición. El 5 de agosto de 2013, la señal internacional de BBC News se ofreció como Alta definición (HD) en todo Oriente Medio cuando lanzó su canal internacional HD en la Organización Árabe de Comunicaciones por Satélite. Arabsat fue el primer socio de distribución de la BBC en Oriente Medio en ofrecer el canal en HD. El 1 de abril de 2015, BBC World News en inglés comenzó a emitir en alta definición desde el transpondedor de 11,229 GHz/V en Astra 1KR en la posición orbital 19,2°E, disponible free-to-air para espectadores con antenas parabólicas de 60 cm en toda Europa y la costa norte de África.

### En todo el mundo
BBC News cuenta con una audiencia semanal de 74 millones de espectadores en más de 200 países y territorios de todo el mundo. BBC News se emite habitualmente como free-to-air (FTA). El canal está disponible en Europa y en muchas partes del mundo a través de proveedores de televisión por suscripción en plataformas de cable, satélite, IPTV y streaming.
En Estados Unidos, el canal está disponible a través de proveedores como Cablevision, Comcast, Spectrum, Verizon Fios y U-verse TV. A partir de 2023, la distribución estadounidense y las ventas de publicidad del canal corren a cargo de AMC Networks, que es el socio minoritario del canal de entretenimiento de la BBC BBC America.
Además, BBC News sindica sus programas de noticias diurnos y nocturnos a televisión pública de todo Estados Unidos, manteniendo originalmente una asociación de distribución con Garden City, Nueva York, con sede en WLIW, que duró desde 1998 hasta octubre de 2008, cuando la BBC y WLIW decidieron mutuamente no renovar el contrato. Posteriormente, BBC News llegó a un acuerdo con Community Television of Southern California, Inc, en el que Los Ángeles estación miembro de PBS KCET (que era una pública emisora independiente de 2011 a 2018) se haría con los derechos de distribución de BBC World News America (el acuerdo con KCET se ha ampliado desde entonces para abarcar una emisión simultánea de media hora del boletín informativo de mediodía GMT, de 90 minutos de duración, que se emite en Estados Unidos como programa matinal, y una edición semanal de la revista de noticias de la BBC Newsnight).
Desde junio de 2019, la distribución del programa corre a cargo de WETA, miembro de PBS en Washington D. C., que también produce otros programas de noticias y asuntos públicos en red, como PBS NewsHour y Washington Week'. PBS comenzó a distribuir por separado otro programa emitido por la cadena, Más allá de 100 días, como emisión nocturna en diferido el 2 de enero de 2018, como sustituto provisional de Charlie Rose. A diferencia de GMT y BBC World News America, Más allá de 100 días se distribuye exclusivamente a las emisoras miembros de PBS como parte de la programación base del servicio.
En China BBC fue prohibida en 2021, aunque el acceso ya había sido fuertemente restringido antes de esa fecha, y lo que se emitía estaba censurado, con partes del programa tachadas por los censores que operaban en directo. Se prohibió debido a su cobertura del genocidio uigur y en represalia por la prohibición de CGTN del mercado británico por violar las normas nacionales de emisión.

### En línea
El canal está disponible en Estados Unidos como parte del paquete adicional World News de Sling.
El feed internacional de BBC News estuvo disponible en LiveStation desde 2012 hasta el cierre de la plataforma en 2016.

### Reino Unido
Las plataformas de televisión del Reino Unido (i.e. Freeview, Sky, BT TV, Freesat, Virgin) no ofrecen oficialmente la emisión internacional de BBC News como canal independiente a tiempo completo porque se emite y se financia con publicidad (los canales nacionales de la BBC se financian con un canon de televisión en el Reino Unido que deben pagar los hogares y establecimientos que desean ver programas de televisión mientras se emiten), aunque puede recibirse fácilmente gracias a su condición de 'free-to-air' en muchos sistemas de satélite europeos, entre ellos Astra y Hot Bird y está disponible en determinados hoteles londinenses. Sin embargo, las plataformas de televisión ofrecen UK feed of BBC News channel, que emite gran parte de la misma programación. La emisión internacional de BBC News también puede verse en las zonas públicas de Broadcasting House (el vestíbulo y la cafetería).
Sin embargo, algunos programas están oficialmente disponibles para el público británico a través de la señal británica de la cadena. Estos programas se emiten en los canales nacionales de la BBC, y algunos están disponibles a la carta en iPlayer de la BBC. De 00.00 a 05.00, hora británica, se emiten los principales boletines informativos de la hora tanto en la señal británica como en la internacional. A la 01.30, entre semana, también se emiten en ambos canales Asia Business Report y Sport Today. La edición británica de las 05.00 de The Briefing y Business Briefing se emite simultáneamente en BBC One y BBC News channel. Este programa se denominaba anteriormente The World Today' (más tarde un boletín genérico de BBC World News) y World Business Report respectivamente. A las 08.30, hora del Reino Unido, se emite Worklife en el canal BBC News. BBC News también produce una versión de Outside Source a las 21:00 hora del Reino Unido de lunes a jueves (se ve en el canal BBC News), World News Today a las 19:00 de lunes a viernes (se ve en BBC Four), y de viernes a domingo a las 21:00 (se ve en el canal BBC News). World News Today sustituyó a The World, que se había emitido en simulcast en BBC Four entre 2002 y 2007.
Durante la pandemia de COVID-19 se incrementaron las emisiones simultáneas entre BBC News y BBC World News, que ahora se emiten en horario matinal (de 10:00 a 11:00), también compartido con BBC Two, y vespertino (de 19:00 a 20:00 y de 21:00 a 22:00). La emisión simultánea adicional se hizo permanente en agosto de 2020. En consecuencia, los dos canales ahora emiten simultáneamente entre cada día de 10:00 a 11:00 y los días laborables de 19:00 a 06:00, aparte del BBC News at Ten y durante una hora a las 20:00, y entre las 21:00 y las 06:00, aparte del boletín nocturno BBC One, durante el fin de semana.
La BBC puso en marcha una consolidación más amplia de las alineaciones de las cadenas en abril de 2023.

## Distribución
BBC News es comúnmente visto como un canal de señal abierta en idioma inglés. El canal está disponible de ese modo en Italia vía televisión digital terrestre y en diversas partes del mundo en señal abierta vía satélite. Aunque no está disponible de manera oficial en el Reino Unido, cualquiera que coloque su antena satelital en dirección a los satélites Astra 19.2°E, Hot Bird y Thor, podrá recibir la señal del canal. La versión del canal para la audiencia de Oriente Medio también puede ser recibida en Reino Unido vía el satélite Badr/Arabsat. En la mayoría de los países del mundo el canal puede ser visto a través de casi la totalidad de las plataformas de cable y satélite. El canal está disponible a través de varias plataformas en la Internet, aunque estos servicios raramente están disponibles para usuarios en los Estados Unidos y el Reino Unido.
BBC News no está disponible en muchos servicios de cable y satélite en los Estados Unidos, aunque se espera expandir su distribución con un acuerdo suscrito en 2006 entre la BBC y Discovery Networks (con quienes ya tenían convenios para operar BBC America). Los televidentes norteamericanos podían observar varios de los noticiarios en BBC America y en más de 200 estaciones locales de la PBS; los noticiarios de BBC World News dejaron de transmitirse en BBC America el 4 de abril de 2009, y según informes de The New York Times de abril de 2008 varias estaciones de la PBS habían dejado de transmitir los noticiarios de BBC World News tras ser informados por ejecutivos de la BBC que «el futuro de la BBC no estaba vinculado con los conceptos que definen una televisión de servicio público».
El 1 de abril de 2015 inició sus emisiones en HD en Europa, en abierto, a través del satélite Astra 19.2°E.
En 2021, China prohibió BBC World News, aunque el acceso ya había sido fuertemente restringido antes y lo que se transmitió fue censurado con partes del programa que fueron bloqueadas por los censores en vivo. Fueron prohibidos debido a su cobertura del genocidio uigur y en represalia por la prohibición de CGTN del mercado británico por violar las regulaciones de transmisión allí.

## Reputación
BBC World News ha transmitido en varias ocasiones información errónea. El 3 de diciembre de 2004, en el aniversario 20 del desastre de Bhopal, la BBC transmitió una entrevista con una persona que alegaba ser representante de la Dow Chemical Company ofreciendo una reparación de 12 000 000 000 dólares estadounidenses por los daños causados a los 120 000 sobrevivientes de la tragedia. El entrevistado resultó ser Andy Bichlbaum, un miembro de The Yes Men. Tan pronto se conoció del engaño, la oficina de prensa de la BBC publicó rápidamente un comunicado explicando la situación y tanto BBC World News como su canal hermano en el Reino Unido, BBC News, eliminaron la noticia de sus boletines informativos y noticiarios.